# Episodi di The Adventures of Kit Carson (seconda stagione)
La seconda stagione della serie televisiva The Adventures of Kit Carson è andata in onda negli Stati Uniti dal 2 agosto 1952 al 24 gennaio 1953 in syndication.
| nº | Titolo originale           | Prima TV USA      |
| -- | -------------------------- | ----------------- |
| 1  | Snake River Trapper        | 2 agosto 1952     |
| 2  | The Baron of Black Springs | 9 agosto 1952     |
| 3  | Danger Hill                | 16 agosto 1952    |
| 4  | Wild Horses of Pala        | 23 agosto 1952    |
| 5  | Trail to Fort Hazard       | 30 agosto 1952    |
| 6  | Warwhoop                   | 6 settembre 1952  |
| 7  | Outlaw Paradise            | 13 settembre 1952 |
| 8  | Powdersnake Trail          | 20 settembre 1952 |
| 9  | Trouble in Tuscarora       | 27 settembre 1952 |
| 10 | Trail to Old Sonora        | 4 ottobre 1952    |
| 11 | Road to Destiny            | 11 ottobre 1952   |
| 12 | Border City                | 18 ottobre 1952   |
| 13 | Roaring Challenge          | 25 ottobre 1952   |
| 14 | Range Master               | 1º novembre 1952  |
| 15 | Thunder Over Inyo          | 8 novembre 1952   |
| 16 | Pledge to Danger           | 15 novembre 1952  |
| 17 | Golden Snare               | 22 novembre 1952  |
| 18 | Singing Wires              | 29 novembre 1952  |
| 19 | Mojave Desperados          | 6 dicembre 1952   |
| 20 | Highway to Doom            | 13 dicembre 1952  |
| 21 | Hideout                    | 20 dicembre 1952  |
| 22 | The Broken Spur            | 27 dicembre 1952  |
| 23 | Ventura Feud               | 3 gennaio 1953    |
| 24 | Bad Men of Marysville      | 10 gennaio 1953   |
| 25 | Claim Jumpers              | 17 gennaio 1953   |
| 26 | Mark of the Vigilantes     | 24 gennaio 1953   |

## Snake River Trapper
- Prima televisiva: 2 agosto 1952
- Diretto da: John English
- Scritto da: Milton Raison

### Trama
- Guest star: Kenne Duncan, Donna Martell, Lee Phelps, Bobby Hyatt, Clark Stevens, Dorothy Adams, James Seay, Clayton Moore

## The Baron of Black Springs
- Prima televisiva: 9 agosto 1952

### Trama
- Guest star: Marshall Reed, Terry Frost, Bud Osborne, Gregg Barton, Nolan Leary, Barbara Bestar, Sandy Sanders, Tristram Coffin

## Danger Hill
- Prima televisiva: 16 agosto 1952

### Trama
- Guest star: Lois Hall, Virginia Dale, Rusty Wescoatt, Sammie Reynolds, Lee Frederick

## Wild Horses of Pala
- Prima televisiva: 23 agosto 1952
- Diretto da: John English
- Scritto da: Barry Shipman

### Trama
- Guest star: Fred Sherman, Lyle Talbot, Raymond Hatton, Charles Stevens, Baynes Barron, William Haade, Keith Richards, Jean Howell

## Trail to Fort Hazard
- Prima televisiva: 30 agosto 1952

### Trama
- Guest star: Myron Healey, Charlita, Boyd Stockman, Fred Graham, Paul McGuire, Jim Bannon

## Warwhoop
- Prima televisiva: 6 settembre 1952

### Trama
- Guest star: Duane Grey, Carol Thurston, Bob Woodward, George Lynn, Charles Stevens, David Colmans, Edward Colmans, John Eldredge

## Outlaw Paradise
- Prima televisiva: 13 settembre 1952

### Trama
- Guest star: James Seay, Dorothy Adams, Donna Martell, Clark Stevens, Lee Phelps, Bill George, Keene Duncan

## Powdersnake Trail
- Prima televisiva: 20 settembre 1952

### Trama
- Guest star:

## Trouble in Tuscarora
- Prima televisiva: 27 settembre 1952
- Diretto da: John English
- Scritto da: Barry Shipman

### Trama
- Guest star: Raymond Hatton, James Craven, Ewing Mitchell, Richard Avonde, William Tannen, Gail Davis

## Trail to Old Sonora
- Prima televisiva: 4 ottobre 1952

### Trama
- Guest star:

## Road to Destiny
- Prima televisiva: 11 ottobre 1952

### Trama
- Guest star: Edward Colmans, Carol Thurston, Jack Ingram, Victor Millan, Rick Vallin, Peter Mamakos

## Border City
- Prima televisiva: 18 ottobre 1952
- Diretto da: John English
- Scritto da: Barry Shipman

### Trama
- Guest star: Elaine Williams, Charles Stevens, Julian Rivero, Lillian Molieri, Zon Murray, Harry Lauter

## Roaring Challenge
- Prima televisiva: 25 ottobre 1952

### Trama
- Guest star: Patricia Michon (Estelita Gomez), Kenneth R. MacDonald (Bill Drayson), Ted Mapes (scagnozzo), John Cason (scagnozzo)

## Range Master
- Prima televisiva: 1º novembre 1952

### Trama
- Guest star: Kenneth R. MacDonald, Rick Vallin, Jackson Halliday, John Cason, Jane Adams

## Thunder Over Inyo
- Prima televisiva: 8 novembre 1952
- Diretto da: Lew Landers
- Scritto da: Luci Ward

### Trama
- Guest star: Jeri Lou James, Raymond Bond, Reed Howes, John Cason, Robert Bray

## Pledge to Danger
- Prima televisiva: 15 novembre 1952

### Trama
- Guest star: Dorothy Adams, Boyd Stockman, Sally Payne, Carol Henry, Gil Donaldson, Kathy Case, Carol Thurston, Kenneth Patterson

## Golden Snare
- Prima televisiva: 22 novembre 1952

### Trama
- Guest star: James Craven, Gail Davis, Richard Avonde, William Tannen, Ewing Mitchell, Raymond Hatton

## Singing Wires
- Prima televisiva: 29 novembre 1952
- Diretto da: John English
- Scritto da: Maurice Tombragel

### Trama
- Guest star: Lyle Talbot, Keith Richards, Eduardo Jimenez, Rodd Redwing, Charles Stevens, Baynes Barron, William Haade, Jean Howell

## Mojave Desperados
- Prima televisiva: 6 dicembre 1952

### Trama
- Guest star:

## Highway to Doom
- Prima televisiva: 13 dicembre 1952

### Trama
- Guest star:

## Hideout
- Prima televisiva: 20 dicembre 1952
- Diretto da: John English
- Soggetto di: Milton Raison

### Trama
- Guest star: Marshall Reed (Joe), Barbara Bestar (Janice Bryant), Terry Frost (sceriffo), Rand Brooks (Tom Bryant), Tristram Coffin (Malee), Gregg Barton (Richards), Dale van Sickel (scagnozzo)

## The Broken Spur
- Prima televisiva: 27 dicembre 1952
- Diretto da: Derwin Abbe
- Scritto da: Luci Ward

### Trama
- Guest star:

## Ventura Feud
- Prima televisiva: 3 gennaio 1953

### Trama
- Guest star: Mara Corday (Mrs. Drake)

## Bad Men of Marysville
- Prima televisiva: 10 gennaio 1953
- Diretto da: Lew Landers
- Scritto da: Luci Ward

### Trama
- Guest star: John Dehner (George Graham), Jo Carroll Dennison (Jennie Bailey), Maudie Prickett (Peggy Aldrich)

## Claim Jumpers
- Prima televisiva: 17 gennaio 1953

### Trama
- Guest star: Kathy Case, Dorothy Adams, Carol Henry, Boyd Stockman, Tom London, Harry Strang, Gil Donaldson, Kenneth Patterson

## Mark of the Vigilantes
- Prima televisiva: 24 gennaio 1953
- Diretto da: John English

### Trama
- Guest star: Alex Montoya (Forganza), Boyd Stockman (Joe), Kathy Case (Betty), Harry Strang (Carlisle), Kenneth Patterson (Mathews)
- Scritto da: Phillip Sudano, Arthur Rowe